# Тамбуриця
Тамбуриця (тамбуріца, хорв. tamburitza) — пісенно-танцювальний жанр хорватської народної музики, що виконується під акомпанемент струнного щипкового інструменту тамбури. Виконавця тамбуриці називають тамбурашем. Розквіт популярності цього жанру припадає на XIX століття і пов'язаний з посиленням національно-визвольного руху серед народів Австро-Угорщини. 1847 року був створений перший ансамбль тамбурашів, а на початку XX століття етномузикознавець Вінко Жґанець розпочав фіксувати тамбурицю нотами.
Популярність хорватської тамбуриці продовжувала рости і навіть стала предметом уваги професійних ансамблів протягом 19-го і 20 століть. 1941 року оркестр тамбурашів був організований при Загребській радіокомпанії у Загребі. В США тамбуриця набула популярності завдяки діяльності Хорватському братському товариству (Hrvatska bratska zajednica), а також Дюкейнському університеті в Піттсубрзі.